# 刘裕击桓玄之战
刘裕击桓玄之战，晋安帝元兴三年（404年）三月至五月，东晋将领刘裕击败桓玄的作战。
404年三月，桓玄覆舟山之战战败后，逃至寻阳（今江西九江东北），挟持晋安帝继续西奔。北府兵将领刘裕、刘毅、何无忌、刘道规等率诸军追讨。桓玄留将领何澹之等守湓口（今江西九江西北）。四月，桓玄进至江陵，增派将领庾稚祖、桓道恭率数千人与何澹之共守湓口。何无忌、刘道规兵至桑落洲（今江西九江东北）。何澹之随即率水师迎战。何无忌自知兵少，于是集中兵力击敌之弱，大破何澹之，攻克湓口，进占寻阳。桓玄集荆州兵力二万余人，率军东进，以梁州刺史苻宏为前锋，又派散骑常侍徐放先行，劝降刘裕。刘毅、何无忌、刘进规等率众不足万人，自寻阳西上。五月，与桓玄相遇峥嵘洲（今湖北省黄冈市西北），刘毅等以少击众，又因风纵火，击败桓玄主力，其余溃不成军，夜烧辎重而逃。